# Campionato d'Asia per club 1990-1991
Il Campionato d'Asia per club 1990-1991 è stata la 10ª edizione del massimo torneo calcistico asiatico per squadre di club maggiori maschili.
Per la seconda volta nella sua storia il torneo fu vinto dagli iraniani dell'Esteghlal, capaci di prevalere sui campioni in carica del Liaoning.

## Formula

### Formato
Venne modificato il formato della manifestazione, con l'aggiunta di un ulteriore girone di qualificazione nel primo turno. Furono introdotte le semifinali, a cui avrebbero accesso le due migliori squadre dei due gironi della seconda fase: le perdenti delle semifinali avrebbero inoltre disputato la finale per il terzo posto.

## Squadre partecipanti
- Mohammedan
- Liaoning
- April 25
- Nissan Motors
- Al-Ramtha
- Pelita Jaya

- Esteghlal
- Al-Rasheed
- Ranipokhari
- Al Nasr
- PIA
- Al-Sadd

- Geylang International
- Bangkok Bank
- Al Yarmook
- Club Lagoons
- Salgaocar

## Risultati

### Primo turno

#### Gruppo 1
| Squadra    | P.ti | G | V | P | S | RF | RS | DR |
| ---------- | ---- | - | - | - | - | -- | -- | -- |
| Al-Rasheed | 4    | 2 | 2 | 0 | 0 | 3  | 1  | +2 |
| Al-Ramtha  | 2    | 2 | 1 | 0 | 1 | 4  | 3  | +1 |
| Al Yarmook | 0    | 2 | 0 | 0 | 2 | 1  | 4  | −3 |

| Baghdad 22 luglio 1990 | Al-Rasheed | 1 – 0 | Al Yarmook |  |

| Baghdad 24 luglio 1990 | Al-Ramtha | 3 – 1 | Al Yarmook |  |

| Baghdad 26 luglio 1990 | Al-Rasheed | 2 – 1 | Al-Ramtha |  |

- Al-Rasheed qualificata al secondo turno

#### Gruppo 2
| 27 luglio 1990 | Al-Sadd | 1 – 1 | Esteghlal |  |

| 3 agosto 1990 | Esteghlal | 1 – 0 | Al-Sadd |  |

- Esteghlal qualificata al secondo turno

#### Gruppo 3
Annullato a causa della situazione politica della regione. Alla fase avrebbero dovuto prendere parte:
- Al-Bahrain
- Al-Arabi
- Al-Nassr
- Sharjah

#### Gruppo 4
| Squadra     | P.ti | G | V | P | S | RF | RS | DR |
| ----------- | ---- | - | - | - | - | -- | -- | -- |
| Al-Nasr     | 3    | 2 | 1 | 1 | 0 | 2  | 0  | +2 |
| PIA         | 3    | 2 | 1 | 1 | 0 | 1  | 0  | +1 |
| Ranipokhari | 0    | 2 | 0 | 0 | 2 | 0  | 3  | −3 |

| Quetta 13 luglio 1990 | PIA | 1 – 0 | Ranipokhari |  |

| Quetta 15 luglio 1990 | Al-Nasr | 2 – 0 | Ranipokhari |  |

| Quetta 13 luglio 1990 | PIA | 0 – 0 | Al-Nasr |  |

- Al-Nasr qualificata al secondo turno

#### Gruppo 5
| Squadra      | P.ti | G | V | P | S | RF | RS | DR |
| ------------ | ---- | - | - | - | - | -- | -- | -- |
| Mohammedan   | 4    | 2 | 2 | 0 | 0 | 7  | 1  | +6 |
| Salgaocar    | 2    | 2 | 1 | 0 | 1 | 4  | 3  | +1 |
| Club Lagoons | 0    | 2 | 0 | 0 | 2 | 1  | 8  | −7 |

| Dacca 17 luglio 1990 | Salgaocar | 3 – 1 | Club Lagoons |  |

| Dacca 19 luglio 1990 | Mohammedan | 5 – 0 | Club Lagoons |  |

| Dacca 21 luglio 1990 | Mohammedan | 2 – 1 | Salgaocar |  |

- Mohammedan qualificata al secondo turno

#### Gruppo 6
| Squadra               | P.ti | G | V | P | S | RF | RS | DR |
| --------------------- | ---- | - | - | - | - | -- | -- | -- |
| Pelita Jaya           | 3    | 2 | 1 | 1 | 0 | 2  | 1  | +1 |
| Bangkok Bank          | 2    | 2 | 1 | 0 | 1 | 3  | 3  | 0  |
| Geylang International | 1    | 2 | 0 | 1 | 1 | 1  | 2  | −1 |

| Singapore 10 settembre 1990 | Pelita Jaya | 2 – 1 | Bangkok Bank |  |

| Singapore 12 settembre 1990 | Geylang International | 2 – 1 | Pelita Jaya |  |

| Singapore 14 settembre 1990 | Geylang International | 1 – 2 | Bangkok Bank |  |

- Pelita Jaya e   Bangkok Bank qualificate al secondo turno

#### Gruppo 7
| Squadra       | P.ti | G | V | P | S | RF | RS | DR |
| ------------- | ---- | - | - | - | - | -- | -- | -- |
| April 25      | 4    | 2 | 2 | 0 | 0 | 2  | 0  | +2 |
| Liaoning      | 2    | 2 | 1 | 0 | 1 | 3  | 3  | 0  |
| Nissan Motors | 0    | 2 | 0 | 0 | 2 | 2  | 4  | −2 |

| Pyongyang 1º luglio 1990 | April 25 | 1 – 0 | Nissan Motors |  |

| Pyongyang 3 luglio 1990 | Liaoning | 3 – 2 | Nissan Motors |  |

| Pyongyang 5 luglio 1990 | April 25 | 1 – 0 | Liaoning |  |

- April 25 e   Liaoning qualificate al secondo turno

### Secondo turno

#### Gruppo A
L'Al-Rasheed (Iraq), regolarmente qualificato per il secondo turno, si ritirò dalla manifestazione a causa della Guerra del Golfo. La squadra fu sostituita dall'Al-Ramtha, classificatosi secondo nel Gruppo 1, ma non poté prendere parte alla competizione per via di una squalifica.
| Squadra     | P.ti | G | V | P | S | RF | RS | DR |
| ----------- | ---- | - | - | - | - | -- | -- | -- |
| Liaoning    | 3    | 2 | 1 | 1 | 0 | 2  | 1  | +1 |
| Pelita Jaya | 2    | 2 | 1 | 0 | 1 | 3  | 1  | +2 |
| Al-Nasr     | 1    | 2 | 0 | 1 | 1 | 1  | 4  | −3 |

| 19 luglio 1991 | Pelita Jaya | 3 – 0 | Al Nasr |  |

| 21 luglio 1991 | Liaoning | 1 – 1 | Al Nasr |  |

| 23 luglio 1991 | Liaoning | 1 – 0 | Pelita Jaya |  |

- Liaoning e   Pelita Jaya qualificate alle semifinali

#### Gruppo B
| Squadra      | P.ti | G | V | P | S | RF | RS | DR |
| ------------ | ---- | - | - | - | - | -- | -- | -- |
| Esteghlal    | 5    | 3 | 2 | 1 | 0 | 5  | 2  | +3 |
| April 25     | 3    | 3 | 1 | 1 | 1 | 5  | 5  | 0  |
| Mohammedan   | 3    | 3 | 0 | 3 | 0 | 2  | 2  | 0  |
| Bangkok Bank | 1    | 3 | 0 | 1 | 2 | 4  | 7  | −3 |

| 20 luglio 1991 | Mohammedan | 1 – 1 | Bangkok Bank |  |

| 20 luglio 1991 | Esteghlal | 2 – 1 | April 25 |  |

| 22 luglio 1991 | Esteghlal | 2 – 0 | Bangkok Bank |  |

| 22 luglio 1991 | Mohammedan | 0 – 0 | April 25 |  |

| 24 luglio 1991 | April 25 | 4 – 3 | Bangkok Bank |  |

| 24 luglio 1991 | Esteghlal | 1 – 1 | Mohammedan |  |

- Esteghlal e   April 25 qualificate alle semifinali

### Fase finale

#### Semifinali
| Dacca 27 luglio 1991 | Esteghlal | 2 – 0 | Pelita Jaya |  |

| Dacca 27 luglio 1991 | Liaoning | 3 – 0 | April 25 |  |

#### Finale per il terzo posto
| Dacca 29 luglio 1991                         | Pelita Jaya          | 2 – 2 (d.t.s.) | April 25 |  |
| \| \| \| \| \| \| Tiri di rigore 7 – 6 \| \| |                      |                |          |  |
|                                              |                      |                |          |  |
|                                              | Tiri di rigore 7 – 6 |                |          |  |

#### Finale
| Dacca 29 luglio 1991                                                 | Esteghlal | 2 – 1      | Liaoning |  |
| \| \| \| \| \| Barvagh 20’ Marfavi 46’ \| Marcatori \| 53’ Xu-Hui \| |           |            |          |  |
|                                                                      |           |            |          |  |
| Barvagh 20’ Marfavi 46’                                              | Marcatori | 53’ Xu-Hui |          |  |

## Statistiche

### Classifica marcatori
| Gol |  |  | Giocatore     | Squadra   |
| --- |  |  | ------------- | --------- |
| 4   |  |  | Sun Wie       | Liaoning  |
| 3   |  |  | Samed Marfavi | Esteghlal |